# Фишер, Райнер
Ра́йнер Фи́шер (англ. Rainer Fischer; род. 14 сентября 1949 или 1939, Гамбург) — канадский дзюдоист немецкого происхождения, представитель средней весовой категории. Выступал за сборную Канады по дзюдо в 1970-х годах, чемпион Панамериканских игр, бронзовый призёр панамериканского чемпионата, многократный победитель первенств национального значения, участник летних Олимпийских игр в Монреале.

## Биография
Райнер Фишер родился 14 сентября 1949 года в Гамбурге, ФРГ. Впоследствии постоянно проживал в Канаде и на соревнованиях представлял канадскую национальную сборную.
Впервые заявил о себе в дзюдо в 1972 году, выиграв чемпионат Канады в Галифаксе в зачёте абсолютной весовой категории.
В 1973 году в зачёте канадского национального первенства в Уайтхорсе вновь стал лучшим в абсолюте.
В 1974 году на чемпионате Канады в Реджайне дважды поднимался на верхнюю ступень пьедестала почёта, одержав победу в средней и открытой весовых категориях. Попав в основной состав канадской национальной сборной, побывал на панамериканском чемпионате в Панаме, откуда привёз награду бронзового достоинства, выигранную в среднем весе.
В 1975 году в среднем весе был лучшим на чемпионате Канады в Оттаве и на Панамериканских играх в Мехико, где в финале взял верх над бразильцем Карлусом Моттой. Принимал участие и в чемпионате мира в Вене, но здесь уже в 1/16 финала был остановлен венгром Эндре Кишшем.
На чемпионате Канады 1976 года в очередной раз одолел всех соперников и завоевал золото. Благодаря череде удачных выступлений удостоился права защищать честь страны на летних Олимпийских играх в Монреале — в 1/16 финала категории до 80 кг вновь встретился с венгром Кишшем и снова уступил ему, выбыв из дальнейшей борьбы за медали.
После монреальской Олимпиады Фишер отошёл от соревновательной практики и больше участия в крупнейших турнирах не принимал. Один из последних сколько-нибудь значимых результатов на международной арене показал в сезоне 1980 года, когда выиграл бронзовую медаль на открытом чемпионате Швеции в Лунде.